# Antonín Vodička
Antonín Vodička (* 1. März 1907 in Vršovice; † 9. August 1975) war ein tschechoslowakischer Fußballspieler und -trainer, sowie Eishockeytrainer.

## Vereinskarriere
Vodička lernte das Fußballspielen auf den Straßen Prags und spielte ab 1920 beim Prager-Altstadt-Verein SK Olympia. Nach einem kurzen Aufenthalt bei Union Žižkov im Jahre 1923 kehrte Vodička zur Altstädter Olympia zurück und wechselte im November 1925 zur Slavia. Danach ging es für den unauffälligen, aber zuverlässigen und robusten Bewacher steil aufwärts. Schon nach einem halben Jahr bei den Rot-Weißen folgte die Einladung in die Nationalmannschaft.
Mit Slavia wurde Vodička sieben Mal Landesmeister: 1929, 1930, 1931, 1933, 1934, 1935 und letztmals 1937. In 163 Ligaspielen für Slavia erzielte der Mittelfeldspieler drei Treffer, wobei er auf sein erstes Ligator bis zur Saison 1930/31 warten musste.
Seine Karriere ließ Vodička nach 1937 bei Hvězda Košíře ausklingen.

## Nationalmannschaft
Vodička debütierte am 13. Juni 1926 beim 2:2 gegen Schweden in Stockholm in der tschechoslowakischen Nationalmannschaft. Danach spielte der Defensivspieler nur sporadisch, gehörte aber in den Jahren 1930 und 1931 zum Stammaufgebot der ČSR. Im Sommer 1934 gehörte Vodička zum tschechoslowakischen Aufgebot bei der Weltmeisterschaft in Italien, kam dort aber nicht zum Einsatz.
Als Vodičkas bestes Spiel für die Tschechoslowakei gilt die 4:5-Niederlage gegen England an der White Hart Lane am 1. Dezember 1937. Es war Vodičkas vorletztes Länderspiel. Seine letzte Partie im Trikot mit dem Löwen auf der Brust absolvierte der Slavia-Spieler eine Woche später im Glasgower Ibrox Park, die ČSR unterlag Gastgeber Schottland hoch mit 0:5.
Am 27. Oktober 1935 stand Vodička bei der Premiere der tschechoslowakischen B-Mannschaft auf dem Platz, die in Genua einer U-23-Auswahl Italiens mit 1:3 unterlag.

## Trainerkarriere
Vodička betreute die tschechoslowakische Nationalmannschaft am 18. April 1948. In Warschau verlor die ČSR gegen Polen mit 1:3.

## Eishockey
In den Jahren 1948 und 1949 arbeitete Vodička auch als Trainer und Funktionär beim Eishockey. Mit dem LTC Prag wurde er 1948/49 tschechoslowakischer Meister, mit der tschechoslowakischen Auswahl 1949 Welt- und Europameister. Allerdings war der ehemalige Fußballspieler nur auf dem Papier Trainer, de facto wurden die Mannschaften jeweils von Vladimír Zábrodský betreut.